# Hermann Finck
Pour les articles homonymes, voir Finck.
Hermann Finck, né le 21 mars 1527 à Pirna et mort le 28 décembre 1558 à Wittenberg, est un compositeur, un organiste et un théoricien de la musique saxon. Il est l'arrière-petit-fils du polyphoniste Heinrich Finck.

## Biographie
Après une première formation musicale on le trouve dans la chapelle musicale du roi de Hongrie et de Bohême Ferdinand I. En 1545 il s'inscrit comme étudiant à l'université de Wittemberg et à partir de 1554, il  enseigne le chant et la musique instrumentale aux étudiants. Finck devient organiste de l'université en 1557 et c'est dans cette ville qu'est publiée en 1555 sa collection de chants de mariage.

## Œuvres
Théoricien de la musique tout autant qu'un compositeur, il est réputé, en particulier, pour ses observations sur l'art de chanter et de faire des ornementations dans la chanson. Son travail le plus célèbre est intitulé Practica Musica, exempla variorum signorum, proportionum, et canonum, judicium de Tonis ac quaedam de arte suaviter et artificiose cantandi continens (Wittemberg, 1556). 